# 덕송내각고속화도로 (기업)
덕송내각고속화도로 주식회사(德松內閣高速化道路 株式會社)는 DL그룹 자회사로 덕내로 서별내 나들목 ~ 내곡 교차로 (덕송내각고속화도로) 구간을 담당하는 대한민국의 기업이다.

## 주요 연혁
- 2010년 12월 8일：회사 설립
- 2017년 4월 14일：덕내로 서별내 나들목 ~ 내곡 교차로 (덕송내각고속화도로) 구간 개통

## 같이 보기
- 덕내로
- DL그룹
- 상주영천고속도로
- 서울터널
- 수원순환도로
- 남서울경전철